# Zona arqueológica de Redueña
La zona arqueológica de Redueña es un yacimiento arqueológico del término municipal español de Redueña, en la Comunidad de Madrid.

## Descripción
Ubicada en el municipio madrileño de Redueña, la zona declarada como arqueológica comprende una franja de terreno que atraviesa el término municipal de este a oeste limitando al sur con la carretera Torrelaguna-Redueña hasta aproximadamente el kilómetro 4,5 tomando posteriormente en dirección oeste a unos 250 metros al sur. El eje de esta zona es el arroyo de Santa Lucía, en cuyas márgenes se encuentra el mayor número de yacimientos localizados, bien en llano, bien en altura, y sobre todo en la margen izquierda. Este arroyo debió presentar en el pasado un curso importante haciendo de sus márgenes lugares idóneos para los asentamientos. En la actualidad presenta grandes irregularidades de caudal, permaneciendo seco varios meses al año.
La tipología de los yacimientos es variada y abarca niveles culturales que van desde el Paleolítico inferior hasta asentamientos de la Edad del Hierro, caso del yacimiento de Santa Lucía o el Alto de los Pezuelos, también de época bajomedieval y cristiana, así como restos de antiguas edificaciones como la ermita de Santa Lucía. Los límites geográficos de la zona son: al norte, el camino del cementerio municipal; al sur, con la carretera Torrelaguna-Redueña, hasta el kilómetro 4.5 y desde allí a unos 250 metros más al sur de dicha carretera. Al este y al oeste, el límite es el del término municipal.
El 29 de diciembre de 1989 se incoó expediente para su declaración como Bien de Interés Cultural, mediante una resolución publicada el 17 de marzo del año siguiente en el Boletín Oficial del Estado, con la rúbrica de la directora general de Patrimonio Cultural de la Consejería de Cultura de la Comunidad de Madrid, Araceli Pereda Alonso.